# بزرگ‌آباد
بزرگ آباد، روستایی است از توابع بخش مرکزی شهرستان ارومیه استان آذربایجان غربی ایران.

## جمعیت
این روستا در دهستان باراندوزچای جنوبی قرار داشته و بر اساس سرشماری سال ۱۳۸۵ جمعیّت آن ۲۱۰ نفر (۵۸ خانوار)
بوده‌است.